# Fritz Springer (Verleger)

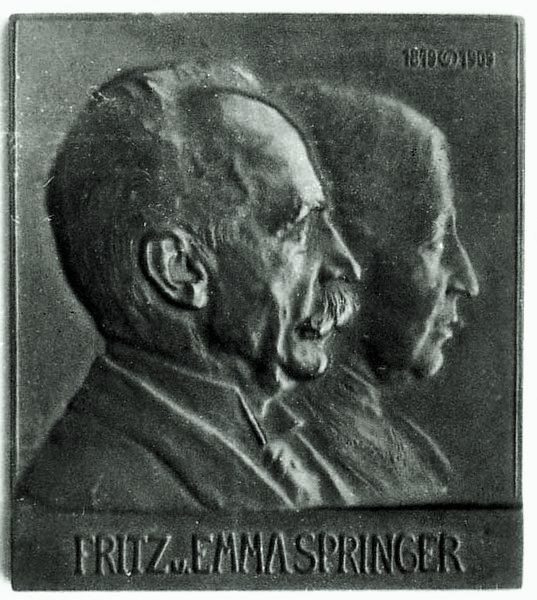
Fritz Springer 1909
Bildhauer Arthur Lewin-Funcke
Archiv: Nachlass

Fritz Springer (* 3. Dezember 1850 in Berlin; † 10. Januar 1944 ebenda) war ein deutscher Verleger.

## Jugend
Fritz Springer war der zweitälteste Sohn des Buchhändlers und Verlegers Julius Springer und seiner Frau Marie, geb. Oppert. Nach dem Abitur 1869 und Teilnahme am Deutsch-Französischen Krieg als Freiwilliger bei den Gardeschützen folgte Springer seiner technisch-mathematischen Neigung und ließ sich in der Berliner Maschinenfabrik Ohm & Co ausbilden.
Für das Ingenieurstudium von 1873 bis 1876 ging Springer nach Karlsruhe an die Polytechnische Schule, der damals führenden deutschen Ausbildungsstätte für Maschinenbauer. Nach Rückkehr aus Karlsruhe war er zwei Jahre lang bei der Berliner Maschinenbau AG vormals L. Schwartzkopff tätig.
Bereits 1878, ein Jahr nach dem Tod des Vaters, konnte sein Bruder Ferdinand Springer senior, der die Nachfolge im „Verlag von Julius Springer“ (heute Springer Nature) angetreten hatte, ihn für die gemeinsame Arbeit im Verlag gewinnen. Dazu musste Fritz Springer Volontariate bei befreundeten Buchhandlungen und Verlagen durchlaufen. In der Piererschen Hofbuchdruckerei in Altenburg erwarb er sich drucktechnische Kenntnisse. 1879 heiratete er Emma Hertz, Tochter des Berliner Verlegers Wilhelm Hertz und Enkelin von Adelbert von Chamisso.

## Verlagstätigkeit
Am 1. Januar 1880 wurde Fritz Springer Teilhaber im Verlag. Schwerpunkt seiner Arbeit war das Technik-Programm, das innerhalb weniger Jahre zum bedeutendsten Verlagszweig heranwuchs und die Industrialisierung in Deutschland beförderte und begleitete. Weltweite Bedeutung hatten die Arbeiten der beiden Autoren des Verlages Werner von Siemens und Rudolf Diesel, deren flexibel einzusetzende Motoren die Dampfmaschine ablösten. Nachdem Springers Vater Julius bereits 1851 einen ersten Bericht über Telegrafenbau des damals noch weithin unbekannten Ingenieurs Werner Siemens veröffentlicht hatte und Siemens 1866 mit der wissenschaftlichen Begründung des dynamoelektrischen Prinzips die Grundlagen der Elektrotechnik geschaffen hatte, verlegte Fritz Springer nun auch seine Hauptwerke und schließlich die „Lebenserinnerungen“ von Werner von Siemens. Von Rudolf Diesel erschien 1893 bei Springer – etwa zeitgleich mit der Patenterteilung für den Diesel-Motor – das grundlegende Werk Theorie und Konstruktion eines rationellen Wärmemotors zum Ersatz der Dampfmaschine und der heute bekannten Verbrennungsmotoren.
Vom verlegerischen Weitblick Fritz Springers zeugen auch etliche Standardwerke, die immer wieder aktualisiert, erweitert und neu aufgelegt wurden, unter ihnen der Klassiker Landolt-Börnstein, der heute in englischer Sprache erscheint und weltweit die größte Datensammlung ihrer Art darstellt.
Die Verdienste Fritz Springers wurden von der TH Dresden 1917 mit der Verleihung des Dr. Ing. e. h. gewürdigt.
Die beiden Brüder führten 1881 das Verlagssignet nach einem Entwurf von Martin Gropius ein: eine vom Schachspringer gekrönte Kartusche mit dem Motto „Alle Zeit wach“, dem Gründungsjahr 1842 und den Initialen JS im Andenken an ihren Vater Julius Springer.
Nach über 25-jähriger Zusammenarbeit kamen die Brüder Ferdinand und Fritz überein, die jeweils ältesten Söhne Ferdinand Springer junior und Julius Springer d. J. in den Verlag aufzunehmen (1904) und sie zu Teilhabern zu machen (1906). Als Ferdinand senior kurz darauf starb, zog sich auch Fritz aus dem Tagesgeschäft zurück. Er wurde Generalbevollmächtigter des Verlages und konnte so in den Jahren 1914/1918 wieder die Geschäftsleitung übernehmen, als Sohn und Neffe ihren Kriegsdienst leisteten. Fritz Springer stand den beiden Jüngeren noch jahrzehntelang bei schwierigen Entscheidungen zur Seite und entlastete sie durch Pflege der Kontakte zu Verbänden, Behörden und zum Börsenverein des Deutschen Buchhandels.

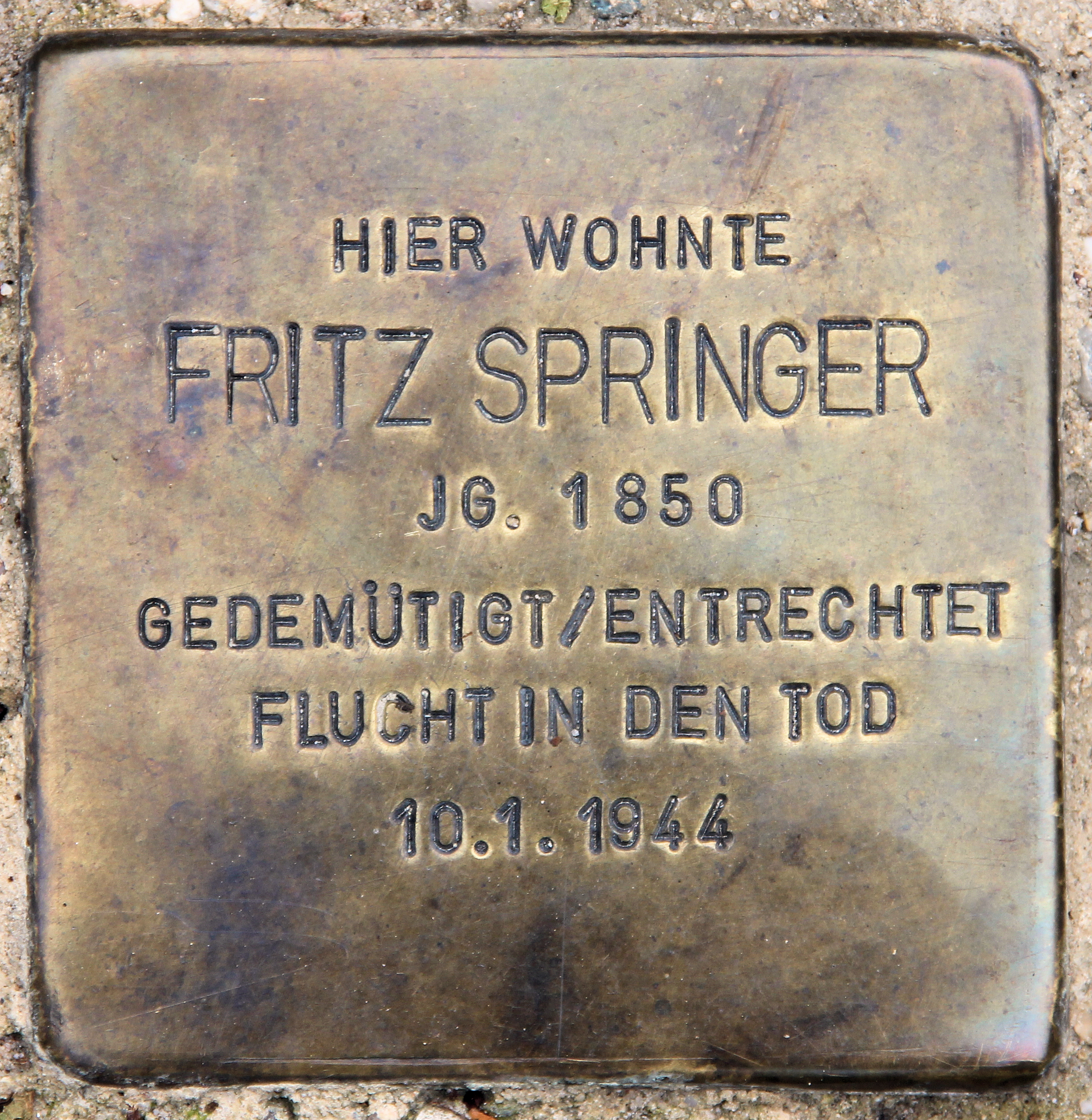

## Verfolgung und Tod
Im hohen Alter von 94 Jahren wurde Fritz Springer, wie auch sein 84-jähriger Bruder Ernst Springer, Opfer des Nationalsozialismus. Vor der drohenden Deportation ins Ghetto Theresienstadt nahm er Gift und starb am 10. Januar 1944 (Stolperstein Straße zum Löwen 12). Er ist auf dem Friedhof Wannsee II beigesetzt. Ernst Springer starb in Theresienstadt.

## Ehrungen
- 1917 Verleihung des Dr.-Ing. e. h. der TH Dresden